# Dorothy Manley
Dorothy Gladys Manley, född 29 april 1927 i Manor Park i Newham, London, död 31 oktober 2021 i Ilford i Redbridge, London, var en brittisk friidrottare inom kortdistanslöpning.
Manley blev olympisk silvermedaljör på 100 meter vid sommarspelen 1948 i London.